# Меттман
Меттман (нем. Mettmann) — город в Германии, районный центр, расположен в земле Северный Рейн-Вестфалия.
Подчинён административному округу Дюссельдорф. Входит в состав района Меттман. Население составляет 39,6 тыс. человек (2009); в 2000 г. — 38,4 тысячи. Занимает площадь 42,52 км². Официальный код — 05 1 58 024.